# Ronde van Spanje 2022
De Ronde van Spanje 2022 was een meerdaagse wielerwedstrijd die tussen 19 augustus en 11 september 2022 werd verreden. Deze 77e editie van de Vuelta vertrok vanuit Utrecht en eindigde in Madrid.
Titelverdediger was de Sloveen Primož Roglič. Hij probeerde de Vuelta voor de vierde keer op rij winnen, maar moest de wedstrijd verlaten na een val in de zestiende etappe. De winnaar van deze editie werd de Belg Remco Evenepoel, die tevens twee etappes op zijn naam schreef. Evenepoel werd de eerste Belgische winnaar van een grote ronde sinds Johan De Muynck in 1978 de Ronde van Italië won en de eerste Belgische Vueltawinnaar sinds Freddy Maertens in 1977. Nederlands etappesucces was er dankzij Team Jumbo-Visma (dat de openingsploegentijdrit in Utrecht won) en Thymen Arensman (winnaar van de koninginnenrit naar Sierra Nevada).
Het was in totaal de vierde keer dat de Vuelta buiten Spanje van start ging en de tweede keer (na Assen in 2009) dat dit in Nederland gebeurde. De start in Utrecht was eigenlijk gepland voor 2020, maar ging dat jaar niet door vanwege de coronapandemie en werd daarom verplaatst naar 2022. In de tweede en derde etappe deed het peloton ook de Nederlandse provincie Noord-Brabant aan. In Baarle kwam de Vuelta even over Belgisch grondgebied.

## Teams
Drieëntwintig teams namen deel aan deze editie van de Ronde van Spanje. De achttien UCI WorldTeams waren verplicht om deel te nemen. Daarnaast verschenen ook vijf UCI ProTeams aan de start. Alpecin-Deceuninck en Arkéa-Samsic waren automatisch uitgenodigd omdat ze de twee beste ProTeams in 2021 waren.

## Etappe-overzicht
| Datum        | Etappe  | Start – finish                              | Afstand (km) | Type                | Winnaar                                                                             | Ploeg                                                                               | Klassementsleider |
| ------------ | ------- | ------------------------------------------- | ------------ | ------------------- | ----------------------------------------------------------------------------------- | ----------------------------------------------------------------------------------- | ----------------- |
| 19 augustus  | 1       | Utrecht - Utrecht                           | 23,3 km      | Ploegentijdrit      | Team Jumbo-Visma (Roglič, Affini, Dennis, Gesink, Harper, Kuss, Oomen en Teunissen) | Team Jumbo-Visma (Roglič, Affini, Dennis, Gesink, Harper, Kuss, Oomen en Teunissen) | Robert Gesink     |
| 20 augustus  | 2       | 's-Hertogenbosch - Utrecht                  | 175,1 km     | Vlakke rit          | Sam Bennett                                                                         | BORA-hansgrohe                                                                      | Mike Teunissen    |
| 21 augustus  | 3       | Breda - Breda                               | 193,2 km     | Vlakke rit          | Sam Bennett                                                                         | BORA-hansgrohe                                                                      | Edoardo Affini    |
| 22 augustus  | Rustdag | Rustdag                                     | Rustdag      | Rustdag             | Rustdag                                                                             | Rustdag                                                                             | Rustdag           |
| 23 augustus  | 4       | Vitoria-Gasteiz - Laguardia                 | 152,5 km     | Heuvelrit           | Primož Roglič                                                                       | Team Jumbo-Visma                                                                    | Primož Roglič     |
| 24 augustus  | 5       | Irún - Bilbao                               | 187,2 km     | Heuvelrit           | Marc Soler                                                                          | UAE Team Emirates                                                                   | Rudy Molard       |
| 25 augustus  | 6       | Bilbao - Pico Jano (San Miguel de Aguayo)   | 181,2 km     | Bergrit             | Jay Vine                                                                            | Alpecin-Deceuninck                                                                  | Remco Evenepoel   |
| 26 augustus  | 7       | Camargo - Cistierna                         | 190 km       | Heuvelrit           | Jesús Herrada                                                                       | Cofidis                                                                             | Remco Evenepoel   |
| 27 augustus  | 8       | La Pola Llaviana - Colláu Fancuaya          | 153,4 km     | Bergrit             | Jay Vine                                                                            | Alpecin-Deceuninck                                                                  | Remco Evenepoel   |
| 28 augustus  | 9       | Villaviciosa - Les Praeres                  | 171,4 km     | Bergrit             | Louis Meintjes                                                                      | Intermarché-Wanty-Gobert Matériaux                                                  | Remco Evenepoel   |
| 29 augustus  | Rustdag | Rustdag                                     | Rustdag      | Rustdag             | Rustdag                                                                             | Rustdag                                                                             | Rustdag           |
| 30 augustus  | 10      | Elche – Alicante                            | 30,9 km      | Individuele tijdrit | Remco Evenepoel                                                                     | Quick Step-Alpha Vinyl                                                              | Remco Evenepoel   |
| 31 augustus  | 11      | ElPozo Alimentación - Cabo de Gata          | 191,2 km     | Vlakke rit          | Kaden Groves                                                                        | Team BikeExchange Jayco                                                             | Remco Evenepoel   |
| 1 september  | 12      | Salobreña - Peñas Blancas                   | 192,7 km     | Bergrit             | Richard Carapaz                                                                     | INEOS Grenadiers                                                                    | Remco Evenepoel   |
| 2 september  | 13      | Ronda - Montilla                            | 168,4 km     | Vlakke rit          | Mads Pedersen                                                                       | Trek-Segafredo                                                                      | Remco Evenepoel   |
| 3 september  | 14      | Montoro - Sierra de La Pandera              | 160,3 km     | Bergrit             | Richard Carapaz                                                                     | INEOS Grenadiers                                                                    | Remco Evenepoel   |
| 4 september  | 15      | Martos - Sierra Nevada                      | 149,6 km     | Bergrit             | Thymen Arensman                                                                     | Team DSM                                                                            | Remco Evenepoel   |
| 5 september  | Rustdag | Rustdag                                     | Rustdag      | Rustdag             | Rustdag                                                                             | Rustdag                                                                             | Rustdag           |
| 6 september  | 16      | Sanlúcar de Barrameda - Tomares             | 189,4 km     | Vlakke rit          | Mads Pedersen                                                                       | Trek-Segafredo                                                                      | Remco Evenepoel   |
| 7 september  | 17      | Aracena - Monasterio de Tentudía            | 162,3 km     | Heuvelrit           | Rigoberto Urán                                                                      | EF Education-EasyPost                                                               | Remco Evenepoel   |
| 8 september  | 18      | Trujillo - Alto del Piornal                 | 162,3 km     | Bergrit             | Remco Evenepoel                                                                     | Quick Step-Alpha Vinyl                                                              | Remco Evenepoel   |
| 9 september  | 19      | Talavera de la Reina - Talavera de la Reina | 138,3 km     | Heuvelrit           | Mads Pedersen                                                                       | Trek-Segafredo                                                                      | Remco Evenepoel   |
| 10 september | 20      | Moralzarzal - Puerto de Navacerrada         | 181,0 km     | Bergrit             | Richard Carapaz                                                                     | INEOS Grenadiers                                                                    | Remco Evenepoel   |
| 11 september | 21      | Las Rozas - Madrid                          | 96,7 km      | Vlakke rit          | Sebastián Molano                                                                    | UAE Team Emirates                                                                   | Remco Evenepoel   |

## Klassementenverloop
| Etappe | Winnaar          | Algemeen klassement | Puntenklassement | Bergklassement      | Jongerenklassement  | Ploegenklassement  | Strijdlust           |
| ------ | ---------------- | ------------------- | ---------------- | ------------------- | ------------------- | ------------------ | -------------------- |
| 1      | Team Jumbo-Visma | Robert Gesink       | niet uitgereikt  | niet uitgereikt     | Ethan Hayter        | Team Jumbo-Visma   | niet uitgereikt      |
| 2      | Sam Bennett      | Mike Teunissen      | Sam Bennett      | Julius van den Berg | Ethan Hayter        | Team Jumbo-Visma   | Jetse Bol            |
| 3      | Sam Bennett      | Edoardo Affini      | Sam Bennett      | Julius van den Berg | Ethan Hayter        | Team Jumbo-Visma   | Pau Miquel           |
| 4      | Primož Roglič    | Primož Roglič       | Sam Bennett      | Joan Bou            | Ethan Hayter        | INEOS Grenadiers   | Alessandro De Marchi |
| 5      | Marc Soler       | Rudy Molard         | Sam Bennett      | Victor Langellotti  | Fred Wright         | Groupama-FDJ       | Marc Soler           |
| 6      | Jay Vine         | Remco Evenepoel     | Sam Bennett      | Victor Langellotti  | Remco Evenepoel 1,2 | UAE Team Emirates  | Mark Padoen          |
| 7      | Jesús Herrada    | Remco Evenepoel     | Sam Bennett      | Victor Langellotti  | Remco Evenepoel 1,2 | Bahrain-Victorious | Jesús Herrada        |
| 8      | Jay Vine         | Remco Evenepoel     | Mads Pedersen    | Jay Vine            | Remco Evenepoel 1,2 | UAE Team Emirates  | Mikel Landa          |
| 9      | Louis Meintjes   | Remco Evenepoel     | Mads Pedersen    | Jay Vine            | Remco Evenepoel 1,2 | UAE Team Emirates  | José Manuel Díaz     |
| 10     | Remco Evenepoel  | Remco Evenepoel     | Mads Pedersen    | Jay Vine            | Remco Evenepoel 1,2 | INEOS Grenadiers   | niet uitgereikt      |
| 11     | Kaden Groves     | Remco Evenepoel     | Mads Pedersen    | Jay Vine            | Remco Evenepoel 1,2 | INEOS Grenadiers   | Jetse Bol            |
| 12     | Richard Carapaz  | Remco Evenepoel     | Mads Pedersen    | Jay Vine            | Remco Evenepoel 1,2 | UAE Team Emirates  | Samuele Battistella  |
| 13     | Mads Pedersen    | Remco Evenepoel     | Mads Pedersen    | Jay Vine            | Remco Evenepoel 1,2 | UAE Team Emirates  | Joan Bou             |
| 14     | Richard Carapaz  | Remco Evenepoel     | Mads Pedersen    | Jay Vine            | Remco Evenepoel 1,2 | UAE Team Emirates  | Luis Léon Sánchez    |
| 15     | Thymen Arensman  | Remco Evenepoel     | Mads Pedersen    | Jay Vine            | Remco Evenepoel 1,2 | UAE Team Emirates  | Lawson Craddock      |
| 16     | Mads Pedersen    | Remco Evenepoel     | Mads Pedersen    | Jay Vine            | Remco Evenepoel 1,2 | UAE Team Emirates  | Luis Ángel Maté      |
| 17     | Rigoberto Urán   | Remco Evenepoel     | Mads Pedersen    | Jay Vine            | Remco Evenepoel 1,2 | UAE Team Emirates  | Lawson Craddock      |
| 18     | Remco Evenepoel  | Remco Evenepoel     | Mads Pedersen    | Richard Carapaz     | Remco Evenepoel 1,2 | UAE Team Emirates  | Robert Gesink        |
| 19     | Mads Pedersen    | Remco Evenepoel     | Mads Pedersen    | Richard Carapaz     | Remco Evenepoel 1,2 | UAE Team Emirates  | Ander Okamika        |
| 20     | Richard Carapaz  | Remco Evenepoel     | Mads Pedersen    | Richard Carapaz     | Remco Evenepoel 1,2 | UAE Team Emirates  | Alejandro Valverde   |
| 21     | Sebastián Molano | Remco Evenepoel     | Mads Pedersen    | Richard Carapaz     | Remco Evenepoel 1,2 | UAE Team Emirates  | niet uitgereikt      |
| Final  | Final            | Remco Evenepoel     | Mads Pedersen    | Richard Carapaz     | Remco Evenepoel     | UAE Team Emirates  | Marc Soler           |

1: De witte trui werd in de zevende, de achtste en de elfde tot en met de twintigste etappe gedragen door Juan Ayuso als nummer twee in het jongerenklassement achter rodetruidrager Remco Evenepoel.

2: De witte trui werd in de negende en de tiende etappe gedragen door Carlos Rodriguez als nummer twee in het jongerenklassement achter rodetruidrager Remco Evenepoel.

## Eindklassementen

### Algemeen klassement
| Plaats    | Naam               | Ploeg                  | Tijd      |
| --------- | ------------------ | ---------------------- | --------- |
| Rode trui | Remco Evenepoel    | Quick Step-Alpha Vinyl | 80u26'59" |
| 2         | Enric Mas          | Movistar Team          | + 2'02"   |
| 3         | Juan Ayuso         | UAE Team Emirates      | + 4'57"   |
| 4         | Miguel Ángel López | Astana Qazaqstan       | + 5'56"   |
| 5         | João Almeida       | UAE Team Emirates      | + 7'24"   |
| 6         | Thymen Arensman    | Team DSM               | + 7'45"   |
| 7         | Carlos Rodríguez   | Team INEOS Grenadiers  | + 7'57"   |
| 8         | Ben O'Connor       | AG2R-Citroën           | + 10'30"  |
| 9         | Rigoberto Urán     | EF Education-EasyPost  | + 11'04"  |
| 10        | Jai Hindley        | BORA-hansgrohe         | + 12'01"  |

### Nevenklassementen
| Puntenklassement |                  |                        |        |
| Plaats           | Naam             | Ploeg                  | Punten |
| Groene trui      | Mads Pedersen    | Trek-Segafredo         | 409    |
| 2                | Fred Wright      | Bahrain-Victorious     | 186    |
| 3                | Enric Mas        | Movistar Team          | 138    |
|                  |                  |                        |        |
| 4                | Remco Evenepoel  | Quick Step-Alpha Vinyl | 133    |
| 6                | Danny van Poppel | BORA-hansgrohe         | 108    |

| Bergklassement        |                 |                        |        |
| Plaats                | Naam            | Ploeg                  | Punten |
| Bolletjestrui (blauw) | Richard Carapaz | Team INEOS Grenadiers  | 73     |
| 2                     | Robert Stannard | Alpecin-Deceuninck     | 36     |
| 3                     | Enric Mas       | Movistar Team          | 28     |
|                       |                 |                        |        |
| 4                     | Thymen Arensman | Team DSM               | 23     |
| 5                     | Remco Evenepoel | Quick Step-Alpha Vinyl | 23     |

| Jongerenklassement |                 |                        |           |
| Plaats             | Naam            | Ploeg                  | Tijd      |
| Witte trui         | Remco Evenepoel | Quick Step-Alpha Vinyl | 80u26'59" |
| 2                  | Juan Ayuso      | UAE Team Emirates      | + 4'57"   |
| 3                  | João Almeida    | UAE Team Emirates      | + 7'24"   |
|                    |                 |                        |           |
| 4                  | Thymen Arensman | Team DSM               | + 7'45"   |

| Ploegenklassement |                        |            |
| Plaats            | Ploeg                  | Tijd       |
| 1                 | UAE Team Emirates      | 240u36'32" |
| 2                 | Team INEOS Grenadiers  | + 55'35"   |
| 3                 | Movistar Team          | + 1u16'52" |
|                   |                        |            |
| 7                 | Team Jumbo-Visma       | + 2u12'14" |
| 10                | Quick Step-Alpha Vinyl | + 2u47'09" |

## Organisatie

### Start in Nederland
De start van de Vuelta in Nederland werd georganiseerd door de 'Stichting La Vuelta Holanda'. De totale oorspronkelijke begroting van de Vuelta start in Nederland in 2020 was € 14,9 mln. De dekking van de begroting werd gevormd door publieke bijdragen van de partijen (€ 6,4 mln.), private bijdragen (€ 6,0 mln.) en een subsidie van het Ministerie van VWS (€ 2,5 mln.), in het kader van de subsidieregeling van topsportevenementen. De vijf publieke partners droegen € 6,4 mln. bij, waarbij respectievelijk de gemeente Utrecht € 2,1 mln., de provincie Utrecht € 2,1 mln., de gemeente Breda € 0,95 mln., de provincie Noord-Brabant € 0,95 mln. en de gemeente ’s-Hertogenbosch € 0,3 mln. voor haar rekening nam. De verhouding van de publieke bijdrage aan het evenement was 2/3 Utrechtse partners – 1/3 Brabantse partners. Vanwege de coronapandemie werd de Vueltastart in Nederland afgelast in 2020 en verplaatst naar 2022. Hierdoor stegen de kosten en stelden de gemeente Utrecht en provincie Utrecht elk beide een gelijk bedrag van € 250.000 extra beschikbaar en de gemeente ’s-Hertogenbosch € 34.000 extra beschikbaar.
| Dekking                                  | Oorspronkelijk | Na uitstel vanwege corona |
| ---------------------------------------- | -------------- | ------------------------- |
| Ministerie van VWS                       | € 2.500.000    | € 3.000.000               |
| Gemeente Utrecht                         | € 2.100.000    | € 2.350.000               |
| Provincie Utrecht                        | € 2.100.000    | € 2.350.000               |
| Gemeente Breda                           | € 950.000      | € 950.000                 |
| Provincie Noord-Brabant                  | € 950.000      | € 950.000                 |
| Gemeente ’s-Hertogenbosch                | € 300.000      | € 334.000                 |
| Publieke bijdragen (totaal)              | € 8.900.000    | € 9.934.000               |
|                                          |                |                           |
| Bijdragen private partners               | € 4.817.500    | € 6.000.000               |
|                                          |                |                           |
| Commerciële inkomsten                    | € 660.000      | € 660.000                 |
| Totaal dekking                           | € 14.377.500   | € 16.594.000              |
|                                          |                |                           |
| Kosten                                   | Oorspronkelijk | Na uitstel vanwege corona |
| Fee Unipublic (Vuelta)                   | € 3.250.000    | € 3.250.000               |
| TVM (Techniek, Veiligheid en Mobiliteit) | € 4.734.000    |                           |
| Marketingcommunicatie                    | € 1.545.000    |                           |
| Activatie                                | € 964.500      |                           |
| Relatiemanagement                        | € 480.000      |                           |
| Overige kosten                           | € 864.000      |                           |
| Organisatiekosten                        | € 2.540.000    |                           |
| Totaal kosten                            | € 14.377.500   |                           |